# إيليت نحمياس فيربين
إيليت نحمياس فيربين (بالعبرية: איילת נחמיאס-ורבין، من مواليد 19 يونيو 1970) سياسية ومحامية إسرائيلي.